# Куремсина рать
Куремсина рать — используемое в историографии вслед за Ипатьевской летописью общее название ряда конфликтов между эмиром (беком) Джучиева Улуса Куремсой и князем Даниилом Галицким в 1253/54–1258 годах.
В 1250-х годах произошёл ряд военных конфликтов между Куремсой и князьями Галицко-Волынской земли. Это поход Куремсы на города Бакоту (Болоховская земля) и Кременец, ответный поход галицко-волынских князей на Киевское пограничье и последующий поход Куремсы на Владимир-Волынский и Луцк.

## Улус Куремсы
Куремса был эмиром (беком) и владел собственным улусом (был улусбеком). В Галицко-Волынской (Ипатьевской) летописи Куремса впервые упоминается при описании поездки Даниила Романовича Галицкого к Бату в 1245 году. Тогда Даниил проезжал ставку Куремсы. В этом же году у Куремсы был папский легат Плано Карпини, из записок которого следует, что кочевья Куремсы располагались на правобережье Днепра, а на левобережье кочевал Мауци, который по статусу выше Куремсы. По предположению В. В. Трепавлова улус Куремсы состоял из трёх округов — туменов, расположенных между Южным Бугом и Днепром. Согласно Б. Черкасу его ставка располагалась выше днепровских порогов.
А. В. Майоров считает, что Куремса был таммачи, то есть командиром таммы. Таммы это специальные воинские подразделения Монгольской империи, располагавшиеся на пограничных территориях, а таммачи — глава военной администрации. Целью тамм была защита границ империи от нападений соседей, поддержание порядка на завоеванных территориях и в вассальных государствах, оказание помощи гражданской администрации — даругачи (даругам или баскакам).
Под началом Куремсы было шесть тысяч воинов. Эта цифра приводится в новом переводе «Истории Монголов» Плано Карпини, изданном Российской академией наук в 2022 году. В предыдущих переводах ошибочно было указано «шестьдесят тысяч вооруженных людей», что прочно укоренилось в литературе. Цифра «шестьдесят тысяч» появилась во французском переводе «Истории монголов» от 1838 года, когда редактор издания д’Авезак посчитал эту цифру, взятую им из «Исторического зерцала» Винсета из Бове (ученого энциклопедиста XIII века), более правдоподобной, чем шесть тысяч, так как, по его мнению, армия Бату состояла из шестисот тысяч человек. Эти рассуждения были приведены д’Авезаком в комментариях к изданию 1838 года.

## Стратегическая обстановка и датировка
В 1243—1246 годах русские князья признали верховную власть монгольских ханов. Однако, в Монгольской империи после смерти Гуюка (1248) началась борьба за власть. Возникла напряжённость между Андреем Ярославичем, владевшим Владимиром по ярлыку Гуюка, и его старшим братом Александром Невским, пользовавшимся поддержкой Батыя. В 1250 году Андрей Ярославич женился на дочери Даниила Галицкого, а в 1252 году был разбит Неврюем, посадившим на владимирское великое княжение Александра.
Обычно[страница не указана 105 дней] рассматриваются два похода Куремсы, под Кременец и под Владимир и Луцк, но М. Грушевский[страница не указана 105 дней] считает эти походы соответственно вторым и третьим, а первым походом Куремсы называет захват ордынцами Бакоты в Понизье и датирует его 1252 годом (в летописи 1255, у И.Крипьякевича 1254), поскольку в 1253 году Даниил в своём письме папе римскому уже упоминал о татарском нападении, и тот издал буллу с призванием христиан Богемии, Моравии, Сарбии и Померании, а затем и католиков Прибалтики к крестовому походу против татар. В 1254 году Даниил принял королевский титул и заключил союз с Миндовгом, принявшим католичество и корону ещё в 1251 году. Вернувшийся из Австрии Роман Данилович получил Новгородок, а ятвяги были вскоре покорены Даниилом.
Все события летопись датирует 1255—1259 годами, что было уточнено М. Грушевским. Он датирует походы Куремсы 1252—1255 годами[страница не указана 105 дней], помещая поход на Кременец под 1254 год, на Владимир и Луцк — под 1255. Датировка Галицко-Волынской летописи создаёт впечатление, что затем почти сразу пришёл Бурундай с большим войском и заставил Романовичей пойти с ними на Литву (1260), однако в действительности это произошло спустя 3 года после куремсиной рати и последовало сразу за нападением Литвы и полочан на смоленские земли (1258), подвластные Александру Невскому.

## История
Во время первого похода, когда татары заняли Бакоту и на их сторону перешёл старейшина Милей, против них был послан Лев Данилович, отбивший город.
Во время второго похода Куремса безуспешно осаждал Кременец. Когда претендент на Галич Изяслав, боровшийся против Даниила с 1230-х годов, попросил в 1254 году помощи у Куремсы для захвата Галича, получил отказ, сделал это самостоятельно, но затем потерпел поражение от второстепенных галицких сил во главе с Романом Даниловичем.
Зимой 1254—1255 годов Даниил организовал походы в Понизье и Болоховскую землю и изгнал оттуда баскаков, в 1255 году взял Возвягль. План похода на Киев был сорван вторжением литовцев под Луцк (после полученного ими в том же году от папы римского разрешения воевать Русскую землю [страница не указана 105 дней]).
По сведениям летописи, во время последнего похода Куремса внезапно вторгся на Русь, послал войска к Владимиру, не перейдя Стыри. Защитники Владимира провели успешную вылазку в пешем строю. Войска собирались Даниилом в Холме, Васильком во Владимире, также к ним должен был присоединиться Лев Данилович. Но случайно возникший пожар Холма был истолкован во Львове как его взятие татарами, и возникла паника, которая затруднила сбор войск. Об участии Льва в последовавшем соединении войск Даниила и Василька летопись не сообщает. Войско пришло во Владимир, и полк Василька произвёл удачный рейд против татар, нанеся им поражение и взяв пленных. Однако эта победа была частной, и после неё татары продолжали находиться в районе Луцка, который не был подготовлен к осаде. Татар отделял от города мост, и защитники Луцка уничтожили его, тогда татары попытались отогнать их от берега камнемётными машинами для того, чтобы переправиться, но ветер помешал татарам это сделать. После этого Куремса принял решение об уходе в степь.

## Итоги
По мнению М. Грушевского, целью нападений Куремсы был захват пограничных земель Галицко-Волынского княжества, поскольку, с одной стороны, эти походы не были простыми грабительскими, а с другой, не преследовали цели смены власти в Галиче.[страница не указана 105 дней] И. Крипьякевич пишет о том, что княжеские сторожи дали сильный отпор, и «Куремсина война» закончилась победой войск Даниила.
«Для поддержания татарского престижа» из Орды был прислан Бурундай. В 1258 году Романовичи были вынуждены идти с ним на Литву (в обмен на это им был предложен мир с Ордой), в 1259—1260 — в Польшу, а также снести укрепления нескольких городов. Целью Бурундая не был карательный поход, но результатом его действий стало возобновление зависимости Галицко-Волынского княжества от Орды. Романовичам пришлось смириться с потерей Понизья и уплачивать ежегодную дань.[страница не указана 105 дней]

## В искусстве
- В фильме «Даниил — князь Галицкий» (1987) показано масштабное сражение с участием Романовичей и Даниловичей, происходящее ночью в свете пожара Холма и закончившееся разгромом татар.